# Luščani
Luščani is een plaats in de gemeente Petrinja in de Kroatische provincie Sisak-Moslavina. De plaats telt 156 inwoners (2001).